# Bulletproof Picasso
| Recensione | Giudizio |
| ---------- | -------- |
| Billboard  | [ 1 ]    |
| USA Today  | [ 2 ]    |

Bulletproof Picasso è il settimo album-studio della band pop-rock Train. L'album è stato pubblicato il 16 settembre 2014 dalla CBS Records. È stato preceduto dal singolo Angel in Blue Jeans il 9 giugno 2014. L'album è il primo senza la partecipazione del batterista Scott Underwood, che ha lasciato la band prima delle registrazioni.

## Tracce
1. Cadillac, Cadillac – 3:23 (Al Anderson, Pat Monahan, Butch Walker)
2. Bulletproof Picasso – 3:53 (Michael Freesh, Trent Mazur, Monahan, Walker)
3. Angel in Blue Jeans – 3:25 (Amund Bjørklund, Espen Lind, Monahan)
4. Give It All – 3:44 (Monahan, Amir Salem)
5. Wonder What You're Doing for the Rest of Your Life (featuring Marsha Ambrosius) – 3:23 (Jerry Becker, Monahan, Walker)
6. Son of a Prison Guard – 3:39 (Becker, Monahan)
7. Just a Memory – 3:48 (Bjorklund, Lind, Monahan, Naomi Neville)
8. I'm Drinkin' Tonight – 3:35 (Matraca Berg, Becker, Monahan)
9. I Will Remember – 3:13 (Monahan, Walker)
10. The Bridge – 4:29 (Greg Kurstin, Monahan, Walker)
11. Baby, Happy Birthday – 3:43 (Monahan, Eg White)
12. Don't Grow Up So Fast – 3:23 (Tom Douglas, Monahan)

## Background
Con Bulletproof Picasso, la band si propose di raggiungere obiettivi che le avrebbero permesso di diventare più di moda. Il chitarrista Jimmy Stafford ha spiegato che la band non è mai stata "fantastica" ("cool") e "di tendenza" ("hip"), e secondo lui lo sarebbe diventata con questo album, permettendo ai membri del gruppo di sentirsi giustificati nel loro desiderio di esibirsi in un concerto tutto esaurito al Madison Square Garden e di diventare persino ospiti musicali in un episodio del Saturday Night Live. Il cantante Pat Monahan ha anche espresso l'intento di un più personale, ma ambizioso, record, affermando:
()
Monahan ha anche dichiarato di aver sentito di voler creare "tutto ciò che voleva" ("everything that [he'd] wanted to").

## Registrazione
Pat Monahan ha iniziato a creare il materiale per l'album durante il Mermaids of Alcatraz Tour, per la promozione di California 37. Il cantante ha inoltre affermato durante un'intervista a radio.com:
()

## Presentazione
Il titolo dell'album, Bulletproof Picasso, oltre a portare il nome della sua seconda traccia, serve anche come una dichiarazione riguardo alla lunga carriera della band, rappresentando la ventennale carriera della band come gruppo di artisti. La frase Bulletproof Picasso è un riferimento al pittore, poeta e drammaturgo spagnolo Pablo Picasso, che, anche se in un mezzo artistico diverso da quello dei Train, che sono artisti musicali, crea ciononostante arte. La frase significa che la band, come gruppo di artisti, è a prova di proiettile ("bulletproof"), e continuerà a creare arte, schivando ogni proiettile mirato a lei.

## Promozione

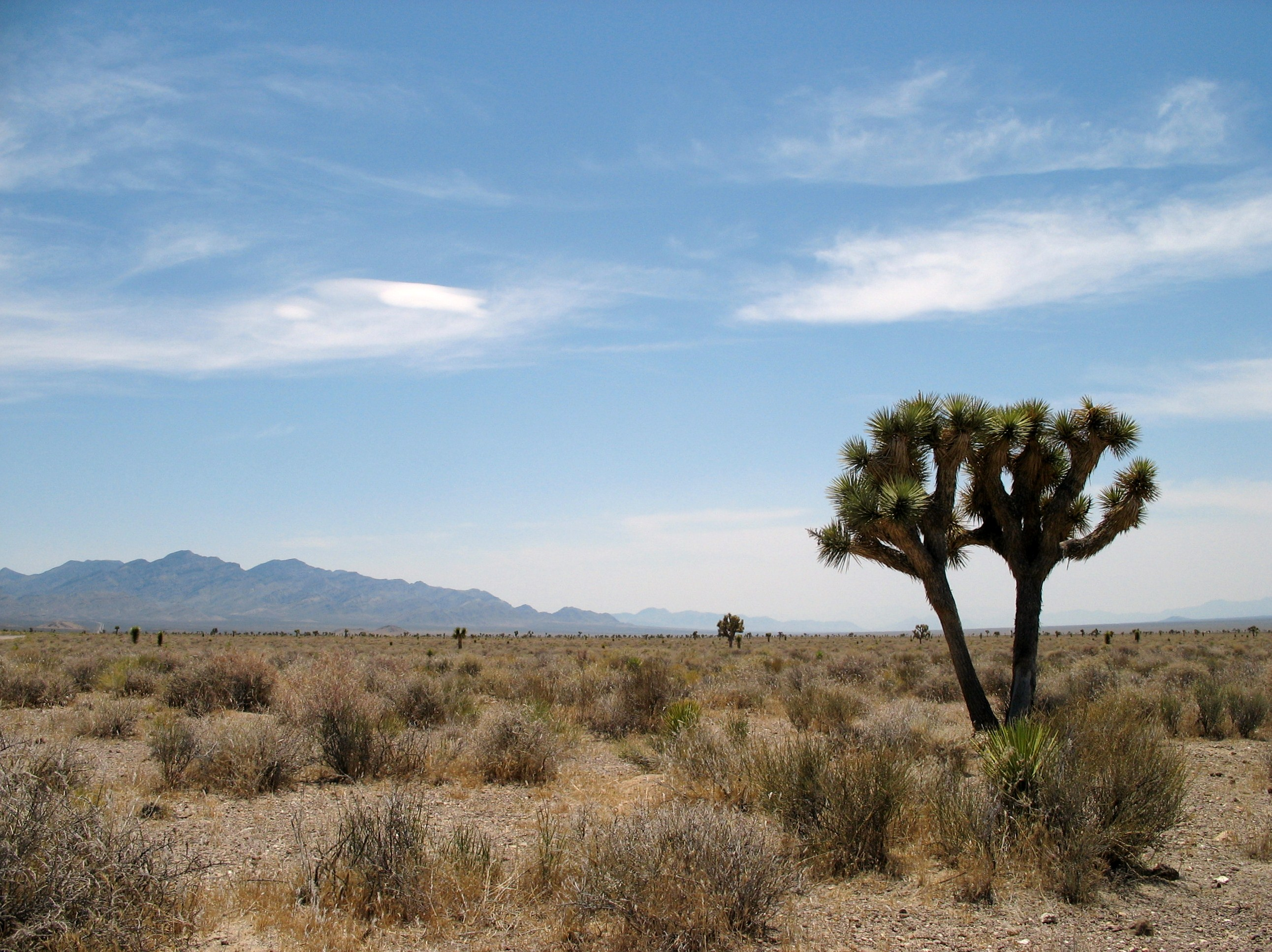
Il video musicale di "Angel in Blue Jeans" è stato girato nel deserto del Mojave. Il video è stato descritto come uno spaghetti western in stile Tarantino, che rispetta le influenze western della canzone; un'influenza in generale nella composizione di Bulletproof Picasso come album.

Bulletproof Picasso fu formalmente rivelato dalla band a dalla Columbia Records il 9 giugno 2014, insieme all'annuncio della data di pubblicazione negli Stati Uniti, fissata per il 16 settembre 2014. "Angel in Blue Jeans" fu la prima traccia a essere estratta dall'album. Il brano fu pubblicato come singolo dalla Columbia Records il 9 giugno 2014, come singolo di lancio per Bulletproof Picasso. Il chitarrista Jimmy Stafford pubblicò inizialmente il 5 maggio 2014, un mese circa prima della pubblicazione di "Angel in Blue Jeans", su Twitter un messaggio criptico, celando il titolo del singolo con l'anagramma "sgijannulaebenel". "Angel in Blue Jeans" fu anche pubblicato per l'airplay della adult contemporary radio e della Triple A radio il 16 giugno 2014.
La copertina e la lista delle tracce di Bulletproof Picasso furono rivelate il 15 luglio 2014, con la possibilità di ordinare l'album nei formati di download digitale o fisico a partire dal giorno stesso. "Angel in Blue Jeans", che compare come terza traccia dell'album, fu anche pubblicato nell'iTunes store come anticipo della pubblicazione completa di Bulletproof Picasso con l'inizio nello store della possibilità di ordinazione. Fu anche pubblicato un video musicale per accompagnare la pubblicazione di "Angel in Blue Jeans" il 15 luglio, in coincidenza con l'inizio delle ordinazioni di Bulletproof Picasso. Il video, che vede la partecipazione dell'attore americano Danny Trejo, famoso per l'interpretazione di Machete, e dell'attrice e presentatrice televisiva canadese Hannah Simone, fu girato nel deserto del Mojave ed è messo in scena come uno spaghetti western in stile Tarantino. Il video presenta il cantante Pat Monahan come l'antagonista che prende in ostaggio una donna, il cui ruolo è interpretato dalla Simone, amata dal personaggio interpretato da Trejo.
La traccia omonima dell'album fu pubblicata su iTunes il 29 luglio 2014, insieme all'annuncio di un vino sauvignon blanc con lo stesso nome, disponibile dalla pubblicazione dell'album.
La prima traccia dell'album, "Cadillac, Cadillac", fu pubblicata come singolo promozionale il 19 agosto 2014.
Il 25 agosto 2014 fu pubblicata la quinta traccia, "Wonder What You're Doing for the Rest of Your Life" (feat. Marsha Ambrosius), come singolo promozionale.
Il 2 settembre 2014 "Give It All" fu pubblicato come quarto singolo promozionale.
Il 29 settembre 2014 "Cadillac, Cadillac" esce come secondo singolo estratto dall'album e il 31 ottobre viene pubblicato su YouTube il relativo video musicale.
Il 26 gennaio 2015 "Bulletproof Picasso viene pubblicato come terzo singolo estratto dall'album omonimo e il 23 gennaio 2015 viene pubblicato su YouTube il relativo video musicale.
Il 19 maggio 2015 "Give It All" viene pubblicato come quarto e ultimo singolo dell'album.

## Tour
I Train eseguirono numerose esibizioni in televisione e in radio nei tre mesi antecedenti la pubblicazione di Bulletproof Picasso. La band espresse l'intento di far ascoltare ai fan nuovo materiale in tour prima della pubblicazione dell'album a settembre. Jimmy Stafford ha infatti dichiarato:
()
Il chitarrista ha anche affermato nella stessa intervista di essere motivato dalla sua opinione secondo cui Bulletproof Picasso sarebbe il miglior album mai realizzato dalla band. Le setlist per le esibizioni della band precedenti alla pubblicazione dell'album inclusero "Cadillac, Cadillac", "Bulletproof Picasso", "Angel in Blue Jeans", "The Bridge" e "I'm Drinkin' Tonight"; questa è attualmente la maggior quantità di nuovo materiale che la band ha eseguito in un singolo tour. La band, comunque, nonostante fosse entusiasta di eseguire nuove canzoni, si sentiva a disagio di fronte alla possibilità di confondere i fan di lunga data durante il "periodo limbo" tra la pubblicazione di "Angel in Blue Jeans" e quella di Bulletproof Picasso, in quanto i fan non avevano ancora sentito il nuovo materiale. Stafford ha ulteriormente spiegato:
()
Il tour promozionale della band nei media iniziò con un'apparizione sullo show di Sirius XM The Howard Stern Show il 9 giugno 2014, in coincidenza con la rivelazione dell'album. La band ha anche presentato "Angel in Blue Jeans" nello show prima che la traccia fosse pubblicata come singolo lo stesso giorno. La band è anche apparsa su 94.3 FM The Point l'11 giugno 2014 come parte di uno speciale radio intitolato "Colazione con i Train" ("Breakfast with Train"), dove la band ha invitato i fan a fare domande e consumare la colazione insieme. Il gruppo si è anche esibito durante il Today Show il 13 giugno 2014, come parte del Toyota Summer Concert Series tenutosi al Rockfeller Center, a New York.

## Pubblicazioni

### Singoli
- Angel in Blue Jeans è stato scelto come singolo di lancio per Bulletproof Picasso. Uscito il 9 giugno 2014, ha raggiunto, al suo debutto nelle classifiche, il numero 32 nella Billboard Adult Top 40.
- Il 29 luglio 2014 esce il singolo promozionale "Bulletproof Picasso".
- Il 19 agosto 2014 viene pubblicato il singolo promozionale "Cadillac, Cadillac".
- Il 25 agosto 2014 viene pubblicato il singolo promozionale "Wonder What You're Doing for the Rest of Your Life" (feat. Marsha Ambrosius).
- Il 2 settembre 2014 esce "Give It All" come singolo promozionale.
- Il 29 settembre 2014 "Cadillac, Cadillac" esce come secondo singolo dell'album.

## Staff
Train
- Pat Monahan – voce, chitarra acustica
- Jimmy Stafford – chitarra elettrica
- Jerry Becker - tastiere, chitarra
- Hector Maldonado - basso
- Drew Shoals - batteria
- Sakai Smith - cori
- Nikita Houston - cori

Personale tecnico
- Azeem – produttore
- Espionage – produttore
- Greg Kurstin – produttore
- Jake Sinclair – produttore
- Butch Walker – produttore
- Whams – produttore

## Classifiche
| Classifica (2012)                  | Posizione più alta |
| ---------------------------------- | ------------------ |
| Australia (ARIA)                   | 15                 |
| Austria (Ö3 Austria Top 40)        | 44                 |
| Belgio (Ultratop Fiandre)          | 141                |
| Belgio (Ultratop Wallonia)         | 144                |
| Canada (Billboard Canadian Albums) | 7                  |
| Danimarca (Hitlisten)              | 32                 |
| Germania (GfK Entertainment)       | 46                 |
| Gran Bretagna (OCC)                | 9                  |
| Nuova Zelanda (Recorded Music NZ)  | 32                 |
| Stati Uniti (Billboard 200)        | 5                  |
| Svizzera (Swiss Hitparade)         | 15                 |